# Lula, Sardegna
Lula là một đô thị ở tỉnh Nuoro ở vùng Sardegna của Ý, tọa lạc cách khoảng 140 km về phía bắc của Cagliari và cách khoảng 20 km về phía đông bắc của Nuoro. Tại thời điểm ngày 31 tháng 12 năm 2004, đô thị này có dân số 1.626 người và diện tích là 147,9 km².
Lula giáp các đô thị: Bitti, Dorgali, Galtellì, Irgoli, Loculi, Lodè, Onani, Orune, Siniscola.

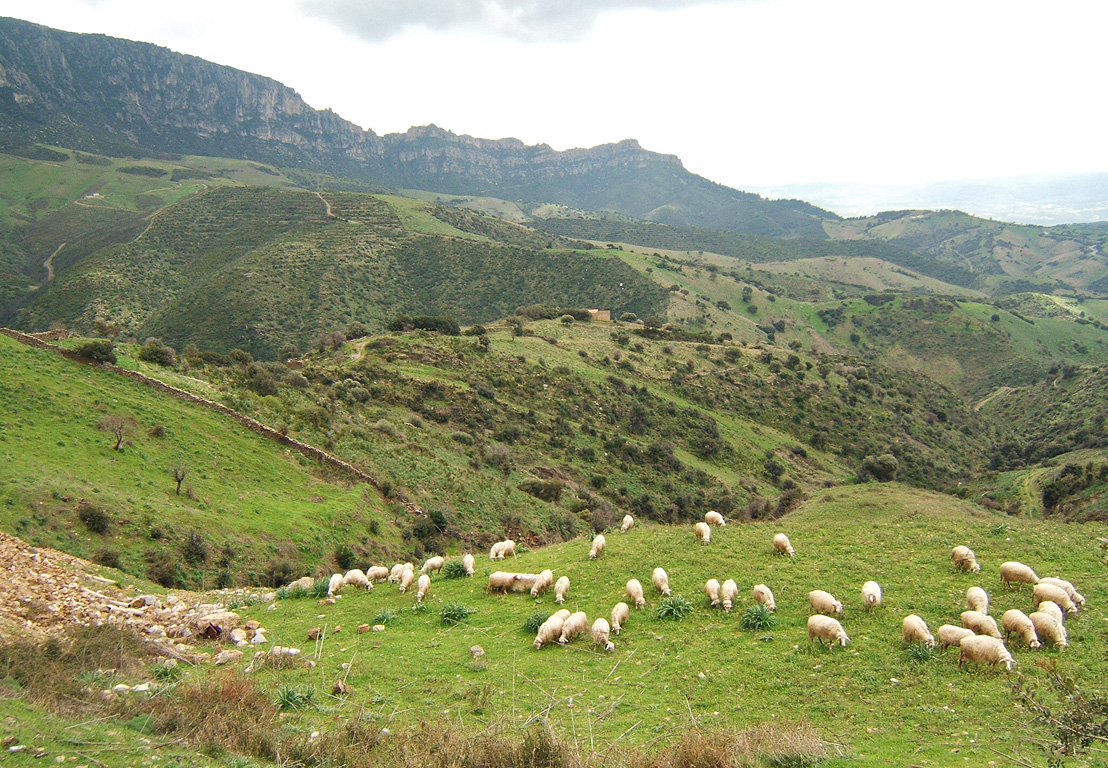
Đàn cừu gân Lula